# Spoorlijn Hannover - Kassel
De spoorlijn Hannover – Kassel, ook wel met de historische naam Hannöversche Südbahn aangeduid, is een spoorlijn die van Hannover via Göttingen en Hann. Münden naar Kassel loopt. Tussen Göttingen en Hann. Münden is de spoorlijn opgebroken. De spoorlijn is dubbelsporig en geëlektrificeerd.

## Geschiedenis

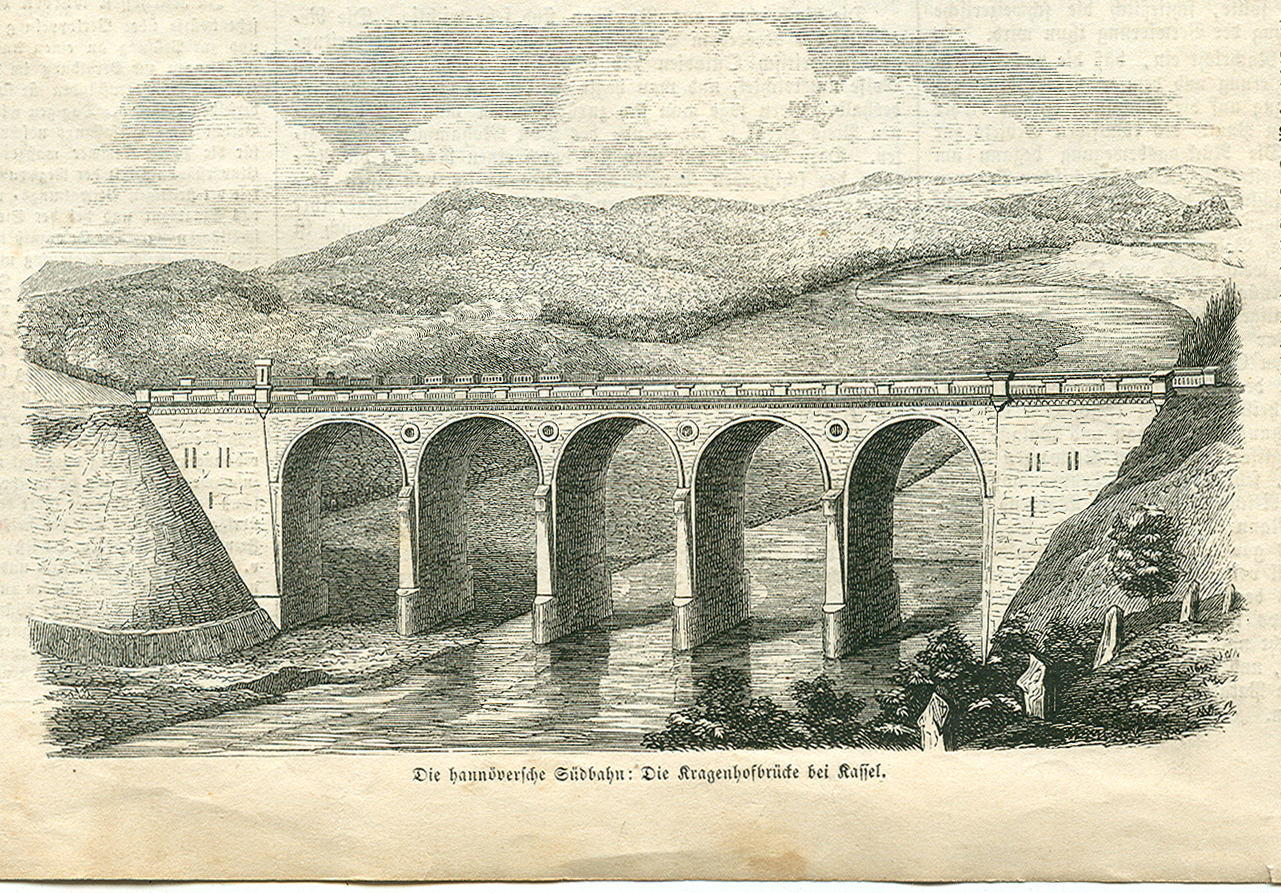
1856: De hannöversche Südbahn: De Kragenhofbrücke bij Kassel; houtgravure uit de Illustrirte Zeitung

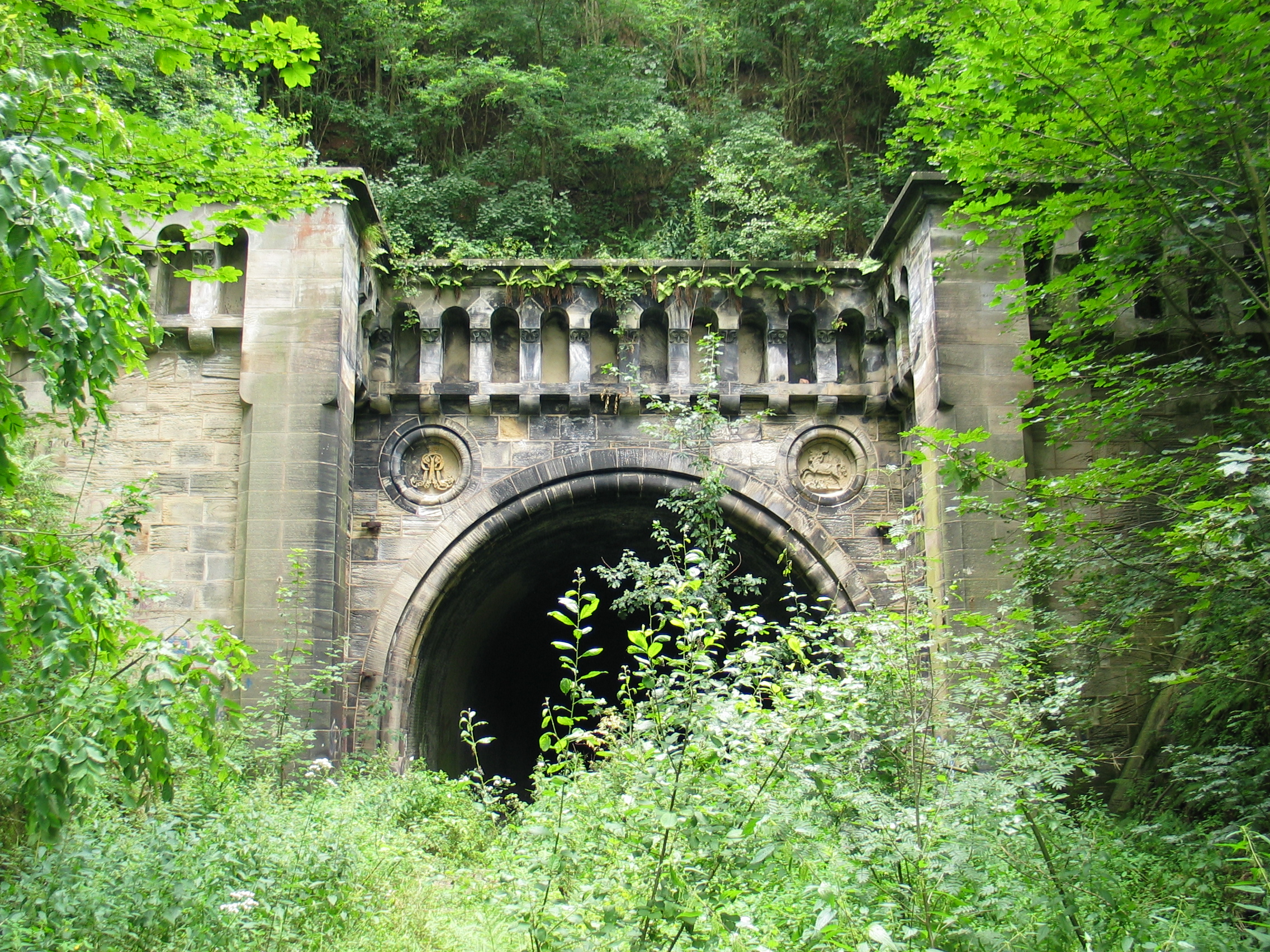
Zuidelijke ingang van de voormalige Volkmarshäuser Tunnel (2005)
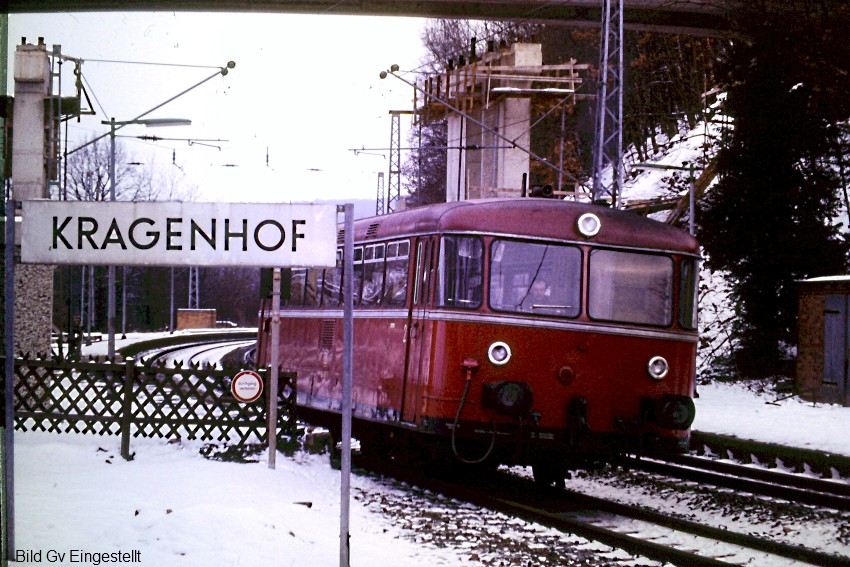
Railbus bij de voormalige halte Kragenhof, nabij Spiekershausen
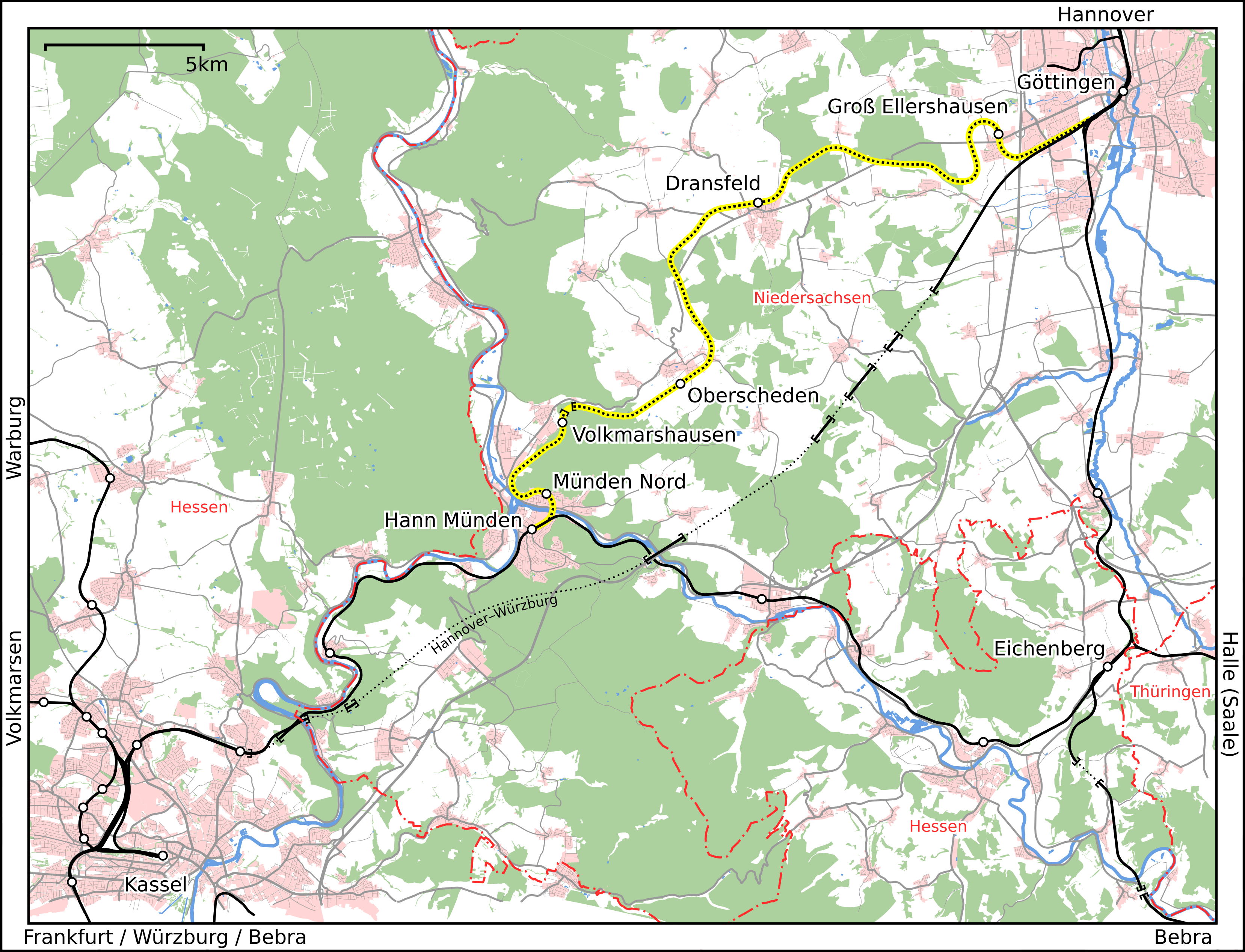
Voormalig spoorwegtraject Dransfelder Rampe (gele lijn)

Voor de bouw van een spoorlijn van Hannover in het zuiden van het Koninkrijk Hannover waren er al plannen in de jaren 1830, deze kwamen van het gemeenteraadslid Ferdinand Oesterley. In 1847 droeg ook Rudolph Berg bij aan de voorbereidende werkzaamheden voor de "Verbinding Hannover - Kassel". Het noordelijke trajectdeel Hannover - Alfeld en Alfeld - Göttingen werd 1853 respectievelijk 1854 geopend en werd onderdeel van de toen belangrijke "Noord-Zuidlijn". Het zuidelijke trajectdeel van Göttingen naar Hann. Münden, ook wel bekend als Dransfelder helling (Dransfelder Rampe), werd op 8 mei 1856 geopend. Dit trajectdeel is in delen van 1980 tot 1995 stilgelegd. 
Van 1855 tot circa 1980, vóór de komst van de hogesnelheidslijn, liep deze langs Volkmarshausen, gemeente Hann. Münden. De lijn liep ten noordoosten van het dorp door een tunnel, die na de sluiting van de spoorlijn gedeeltelijk voor wandelaars toegankelijk is.
De aansluiting van Hann. Münden naar Kassel werd nog in 1956 toegevoegd, als onderdeel van de Hannöversche Südbahn.
De naam Hannöversche Südbahn kwam met de annexatie door Pruisen natuurlijk te vervallen, maar kwam door spoorwegfanaten weer terug in het huidige spraakgebruik. Ondertussen werd het trajectdeel Hannover - Göttingen onderdeel van de grotere "Noord-Zuidlijn".
Deze spoorlijn werd door de Königlich Hannöversche Staatseisenbahnen ook gebouwd om de handelsplaats Hann. Münden met zijn haven aan de hoofdstad van het koninkrijk te verbinden. Tot Göttingen loopt het tracé relatief vlak door het Leinedal - maar ontweek wel de belangrijke brouwerijstad Einbeck. Om te vermijden dat de spoorlijn door het gebied van de Keurvorstendom Hessen kwam, werd de lijn door het moeilijke en steile terrein via Dransfeld naar Hann. Münden gebouwd. Daardoor kreeg dit trajectdeel de naam Dransfelder Rampe (Dransfelder helling).
Hoewel de gehele lijn tot Kragenhof (kort voor Kassel), met uitzondering van de Brunswijkse plaats Kreiensen, volledig in Hannovers (en vandaag Nedersaksisch) gebied lag, werden beide trajectdelen Hannover - Göttingen en Göttingen - Hann. Münden door de Deutsche Reichsbahn bedrijfstechnisch als aparte spoorlijnen gezien. Ten eerste kregen de lijnen aparte spoorboeknummers (Hannover - Göttingen: 202/250; Göttingen - Hann. Münden: 202a/257). Ten tweede valt het noordelijke deel onder het bestuursgebied Hannover en het zuidelijke deel onder Kassel, later Frankfurt am Main.
Tot in de jaren 60 was deze spoorlijn over de gehele lengte een belangrijke hoofdverbinding in Duitsland. Door de Duitse deling na de Tweede Wereldoorlog verhuisden de verkeersstromen naar de Noord-Zuidrichting, wat naast de Rijnspoorlijn Köln-Frankfurt ook op deze spoorlijn merkbaar was. Dit behalve voor de Dransfelder helling, omdat de Noord-Zuidlijn Hannover - Gemünden am Main in 1963 en de zijlijn Werradallijn Kassel - Hann. Münden in 1964 geëlektrificeerd werden. Het traject Göttingen - Dransfeld - Hann. Münden bleef zonder bovenleiding. De treinen namen voortaan de acht kilometer langere route, maar vlakkere en geëlektrificeerde lijn via Eichenberg. Op de Dransfelder helling reden elke werkdag drie stoptreinen per richting, in 1980 werd het reizigersverkeer op dit deel gestaakt en twee jaar later werd met de sloop van het gedeelte tussen Göttingen en Dransfeld begonnen. Het overige deel vanaf Hann. Münden bleef nog 10 tot 15 jaar in gebruik als goederenaansluiting, tot ook hier stillegging en sloophamer volgde. Daarmee was de Hannöversche Südbahn onderbroken tussen Göttingen en Hann. Münden.
Door de stijgende vervoersvraag op de lijn kreeg deze in de jaren 60 nieuwe aansturingstechnieken van seinen, inhaalsporen en werd de bovenbouw versterkt. De groei zette door, waardoor er een discussie ontstond voor een nieuwe spoorlijn.
Met de invoering van de uurfrequentie in het Intercity-netwerk bleef het traject Hannover - Göttingen chronisch overbelast. IC-treinen deelden de lijn met D-, snel-, stop- en goederentreinen. Niet zelden volgden treinen elkaar op blokafstand. Kassel werd, doordat het een kopstation is, losgemaakt van het IC-netwerk, de treinen reden vanaf Göttingen via Bebra verder. 
In kader van de bouw van de hogesnelheidslijn Hannover - Würzburg werd de Hannöversche Südbahn in Northeim naar het oosten verlegd. Nadat de verlegde lijn in november 1985 in gebruik genomen werd, konden de werkzaamheden van de HSL beginnen. Het gedeelte tussen Hannover Hauptbahnhof en Hannover Bismarckstraße werd administratief toegevoegd aan de spoorlijn Hannover - Wurzburg. In het stadsgebied van Hannover en Laatzen werden overwegen vervangen door ongelijkvloerse kruisingen. Ook op het gezamenlijke deel noordelijk van Göttingen (tot Edesheim) werden meerdere overwegen verwijderd. In de jaren 1978 en 1979 werd het Tracébesluit aangenomen en kon de bouw beginnen.
In 1991 werd de HSL Hannover - Würzburg, die tussen Hannover en Göttingen nagenoeg parallel aan de Hannöversche Südbahn loopt en meerdere aansluitingen heeft, over de gehele lengte geopend. Hierdoor verloor het noordelijke deel belangrijke langeafstandstreinen. De IC-treinen reden voortaan via de HSL en werden door de toenemende ICE-treinen deels vervangen. Interregio- en D-treinen namen daarentegen de route via de oude spoorlijn. De Interregio-treinen werden vervolgens weer door Intercity-treinen vervangen. Doordat de HSL na 23:00 uur alleen door goederentreinen mag worden gebruikt, rijden late en nacht-ICE-treinen ook via de Hannöversche Südbahn. Ook kreeg Kassel een aansluiting op de HSL, via het station Kassel-Wilhelmshöhe.

## Exploitatie

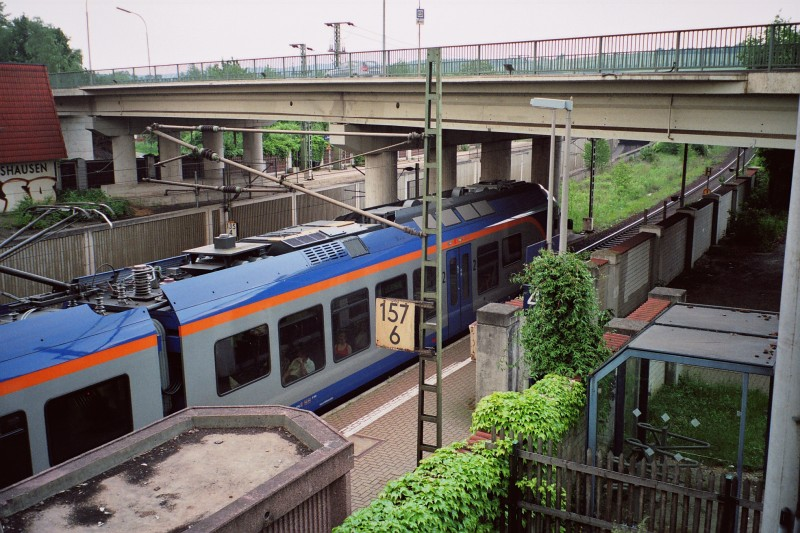
Station Fuldatal-Ihringshausen met een cantus-trein. De DB had de intentie dit station na de bouw van de HSL te sluiten (2007)

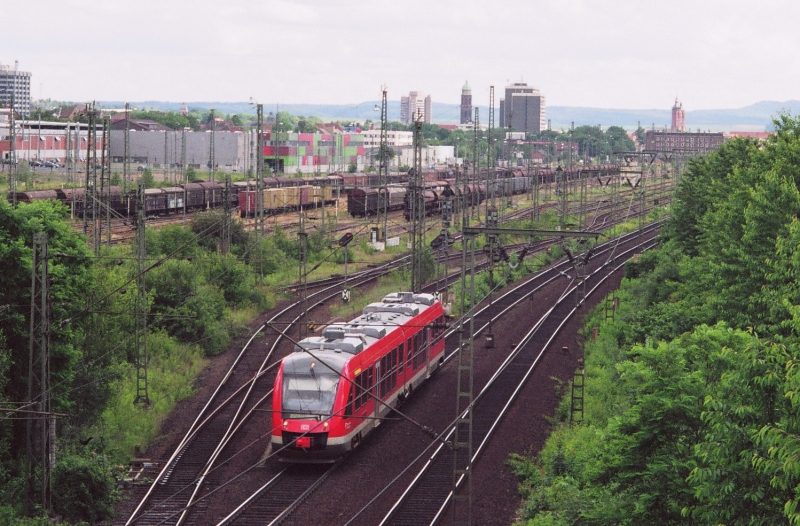
Een treinstel richting Nordhausen verlaat station Göttingen (2007)

### Hannover - Göttingen
Terwijl het ICE-verkeer grotendeels over de HSL rijdt, reden tot de dienstregelingswissel in december 2009 elke twee uur de Interregio-trein (later Intercity) Stralsund - Karlsruhe. Vanaf de dienstregeling 2010 rijden de IC-treinen, uitzondering daargelaten, via de HSL tussen Hannover en Göttingen. Hierdoor verloren de stations Northeim, Kreiensen en Alfeld de IC-verbinding. Enkele treinen per dag (stand 2016) doen nog wel deze haltes aan en rijden dus over de Hannöversche Südbahn.
Vanaf december 2005 bedient de metronom in een uurfrequetie het regionale verkeer in de relatie Uelzen - Hannover - Göttingen, deze vervingen alle regionale treinen van de DB Regio. De verbinding Löhne - Hameln - Elze - Nordstemmen - Hildesheim werd tussen 2003 en 2011 door eurobahn geëxploiteerd, nu wordt deze dienst door NordWestBahn gereden.
Op het trajectdeel Hannover - Barnten gebruiken ook treinen naar Hildesheim de Hannöversche Südbahn. Zo rijden vanaf december 2008 de S-Bahn van Hannover met lijn S4 tussen Bennemühlen - Hildesheim. Daarnaast rijdt er elk uur een Regional-Express-trein van Hannover naar Bad Harzburg over de lijn. Deze wordt vanaf december 2014 door erixx gereden.
Nacht- en autoslaaptreinen maken eveneens gebruik van de "oude" spoorlijn. Tevens rijden er veel goederentreinen over dit trajectdeel.

### Göttingen - Kassel

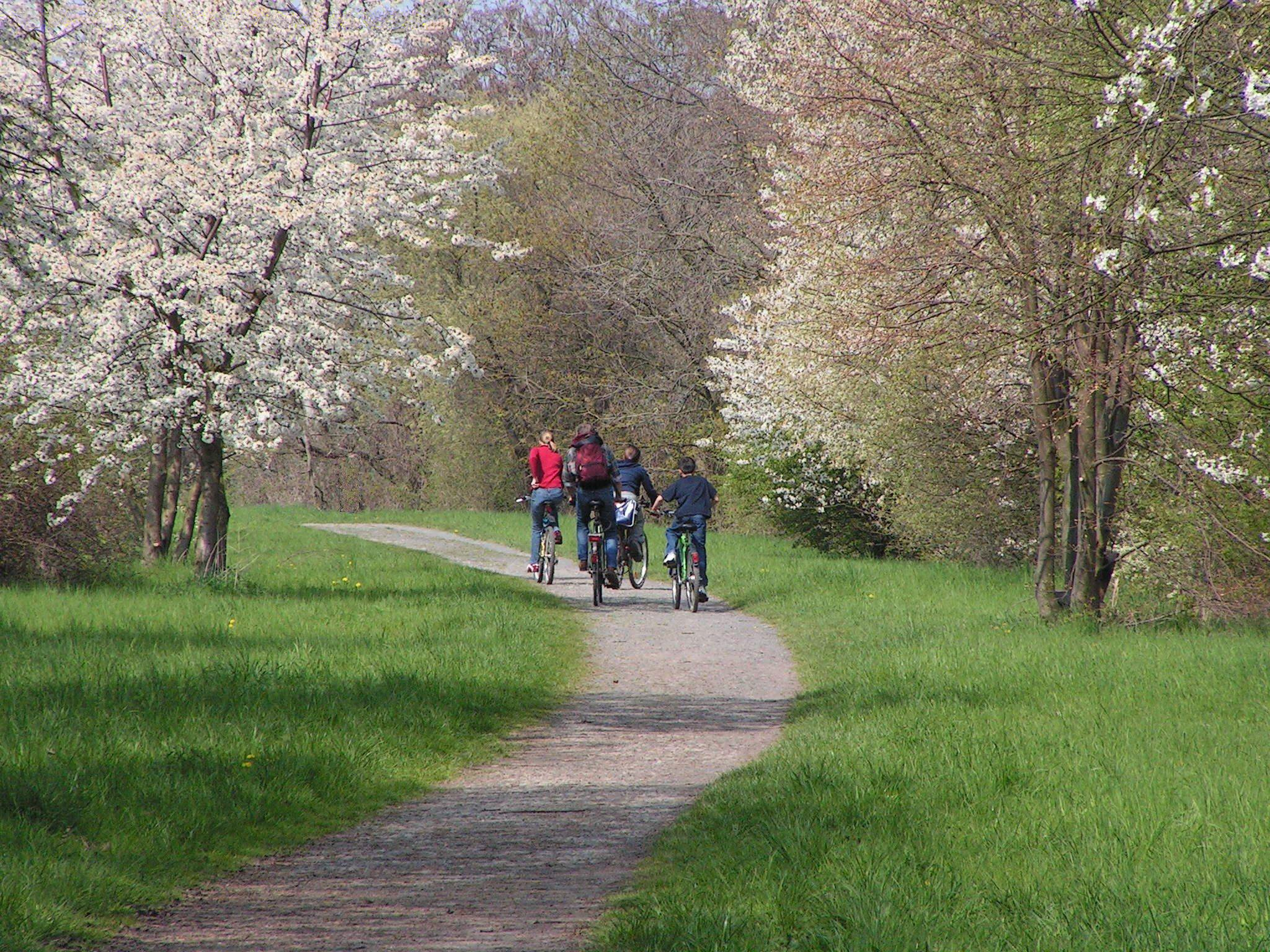
De tot fietspad omgebouwde Dransfelder helling (2006)

Het voormalige trajectdeel van Göttingen via Dransfeld naar Hann. Münden is grotendeels omgebouwd naar fietspad of als natuurgebied aangewezen. Enkele delen zijn ondertussen al bebouwd met woningen of bedrijfspanden.
Na de stillegging van het reizigersverkeer via Dransfeld in mei 1980 rijden alle treinen uitsluitend via Eichenberg. De aangrenzende plaatsen van de Dransfelder helling werden door een vervangende buslijn bediend. Op het trajectdeel Hann. Münden - Kassel rijden vanaf Eichenberg komende regionale treinen van cantus, deze beginnen in Göttingen. Tevens rijden DB Regio-treinen uit Erfurt richting Kassel over dit trajectdeel. De treindienst Kassel - Bitterfeld wordt gereden door NS-dochter Abellio. Ook hier vindt regelmatig goederenverkeer plaats. 

## Treindiensten
Abellio Rail Mitteldeutschland, metronom, cantus, DB Regio en erixx verzorgen het personenvervoer op dit traject met RE treinen. De DB Regio en de NordWestBahn verzorgen het personenvervoer op dit traject met RB treinen.
| Serie | Treinsoort                                        | Route | Bijzonderheden                                          |
| ----- | ------------------------------------------------- | --- | ------------------------------------------------------- |
| RE 2  | Regional-Express (metronom)                       | Uelzen – Celle – Hannover Hbf – Nordstemmen – Elze (Han) – Alfeld (Leine) – Kreiensen – Northeim (Han) – Göttingen                                                                        |                                                         |
| RE 2  | Regional-Express (DB Regio Südost)                | Kassel-Wilhelmshöhe – Hann. Münden – Eichenberg – Heilbad Heiligenstadt – Leinefelde – Bad Langensalza – Erfurt Hbf                                                                       | Eenmaal per twee uur                                    |
| R 8   | Regionalbahn (cantus)                             | Göttingen – Eichenberg – Hann. Münden – Kassel Hbf |                                                         |
| RE 9  | Regional-Express (Abellio Rail Mitteldeutschland) | Kassel-Wilhelmshöhe – Hann. Münden – Eichenberg – Heilbad Heiligenstadt – Leinefelde – Wolkramshausen – Nordhausen – Sangerhausen – Lutherstadt Eisleben – Halle (Saale) Hbf – Bitterfeld | Eenmaal per twee uur                                    |
| RE 10 | Regional-Express (Erixx)                          | Hannover Hbf – Hildesheim Hbf – Salzgitter-Ringelheim – Goslar – Bad Harzburg |                                                         |
| RB 77 | Regionalbahn (NordWestBahn)                       | Bünde (Westf) – Löhne (Westf) – Hamelen – Nordstemmen – Hildesheim Hbf | Weser-Bahn 1x per twee uur in het weekend Bünde - Löhne |
| RB 80 | Regionalbahn (DB Regio Nord)                      | Göttingen – Northeim (Han) – Herzberg (Harz) – Bad Lauterberg im Harz Barbis – Nordhausen                                                                                                 | Eenmaal per twee uur                                    |
| RB 82 | Regionalbahn (DB Regio Nord)                      | Göttingen – Northeim (Han) – Kreiensen – Seesen – Goslar – Bad Harzburg |                                                         |

### S-Bahn Hannover
Op het traject rijdt de S-Bahn van Hannover de volgende routes:
| Serie | Treinsoort             | Route                                                                                               | Bijzonderheden                                |
| ----- | ---------------------- | --------------------------------------------------------------------------------------------------- | --------------------------------------------- |
| S1    | S-Bahn (DB Regio Nord) | Minden (Westf) – Haste – Seelze – Hannover Hbf – Weetzen – Barsinghausen – Haste                    |                                               |
| S2    | S-Bahn (DB Regio Nord) | Nienburg (Weser) – Seelze – Hannover Hbf – Weetzen – Barsinghausen – Haste                          | Zondags alleen Nienburg - Hannover            |
| S21   | S-Bahn (DB Regio Nord) | Hannover Hbf – Hannover Bismarckstraße – Weetzen – Barsinghausen                                    | Alleen tijdens de spits                       |
| S4    | S-Bahn (DB Regio Nord) | Bennemühlen – Hannover Hbf – Hannover Bismarckstraße – Hannover Messe/Laatzen – Hildesheim Hbf      | Bennemühlen - Hannover Hbf 2x per uur (ma-za) |
| S5    | S-Bahn (DB Regio Nord) | Hannover Flughafen – Hannover Hbf – Hannover Bismarckstraße – Hamelen – Bad Pyrmont – Paderborn Hbf | Flughafen - Hamelen 2x per uur                |
| S51   | S-Bahn (DB Regio Nord) | Seelze – Hannover Hbf – Hannover Bismarckstraße – Hamelen                                           | Alleen tijdens de spits                       |
| S8    | S-Bahn (DB Regio Nord) | Hannover Flughafen – Hannover Hbf – Hannover Bismarckstraße – Hannover Messe/Laatzen                | Alleen tijdens evenementen                    |

## Aansluitingen
In de volgende plaatsen is of was er een aansluiting op de volgende spoorlijnen:
Hannover Hbf
DB 1700, spoorlijn tussen Hannover en Hamm
DB 1705, spoorlijn tussen Hannover en Seelze
DB 1710, spoorlijn tussen Hannover en Celle
DB 1730, spoorlijn tussen Hannover en Braunschweig
DB 1733, spoorlijn tussen Hannover en Würzburg
DB 1734, spoorlijn tussen Hannover en Lehrte
DB 1760, spoorlijn tussen Hannover en Soest
aansluiting Hannover Bismarckstraße
DB 1733, spoorlijn tussen Hannover en Würzburg
DB 1756, spoorlijn tussen Hannover Bismarckstraße en Hannover-Wülfel
DB 1760, spoorlijn tussen Hannover en Soest
Hannover-Wülfel
DB 1733, spoorlijn tussen Hannover en Würzburg
DB 1753, spoorlijn tussen de aansluiting Waldhausen en Hannover-Wülfel
DB 1754, spoorlijn tussen Hannover-Wülfel en de aansluiting Waldheim
DB 1755, spoorlijn tussen Hannover Wülfel en Hannover Messebahnhof
DB 1756, spoorlijn tussen Hannover Bismarckstraße en Hannover-Wülfel
Hannover Messe/Laatzen
DB 1733, spoorlijn tussen Hannover en Würzburg
Barnten
DB 1771, spoorlijn tussen Barnten en de aansluiting Rössing
Nordstemmen
DB 1770, spoorlijn tussen Lehrte en Nordstemmen
Elze (Han)
DB 1820, spoorlijn tussen Elze en Löhne
DB 1821, spoorlijn tussen Bodenburg en Elze
Kreiensen
DB 1940, spoorlijn tussen Helmstedt en Holzminden
lijn tussen Osterode en Kreiensen
Einbeck
DB 1824, spoorlijn tussen Einbeck en Einbeck Mitte
aansluiting Edesheim (Leine) Nord
DB 1816, spoorlijn tussen de aansluiting Edesheim W103 en W106
aansluiting Edesheim (Leine) Süd
DB 1817, spoorlijn tussen de aansluiting Edesheim W110 en W113
Northeim
DB 1810, spoorlijn tussen Northeim en Nordhausen
DB 2975, spoorlijn tussen Ottbergen en Northeim
Göttingen
DB 1733, hogesnelheidslijn tussen Hannover en Würzburg
DB 1800, spoorlijn tussen Göttingen en de aansluiting Grone
DB 1801, spoorlijn tussen Göttingen en Bodenfelde
DB 3600, spoorlijn tussen Frankfurt en Göttingen
Hann. Münden
DB 6343 spoorlijn tussen Halle en Hann. Münden
Fuldatal-Ihringshausen
DB 1733, hogesnelheidslijn tussen Hannover en Würzburg
aansluiting Niedervellmar
DB 3918, spoorlijn tussen de aansluiting Niedervellmar en Kassel Rangierbahnhof
Kassel Rangierbahnhof
DB 3912, spoorlijn tussen Kassel Rangierbahnhof W8 en W891
Kassel Hauptbahnhof
DB 2550, spoorlijn tussen Aken en Kassel
DB 3900, spoorlijn tussen Kassel en Frankfurt
DB 3901, spoorlijn tussen Kassel en Waldkappel
DB 3902, spoorlijn tussen de aansluiting Tunnelgleis en Kassel Hauptbahnhof
DB 3910, spoorlijn tussen Kassel Rangierbahnhof en Kassel Hauptbahnhof

## Stations

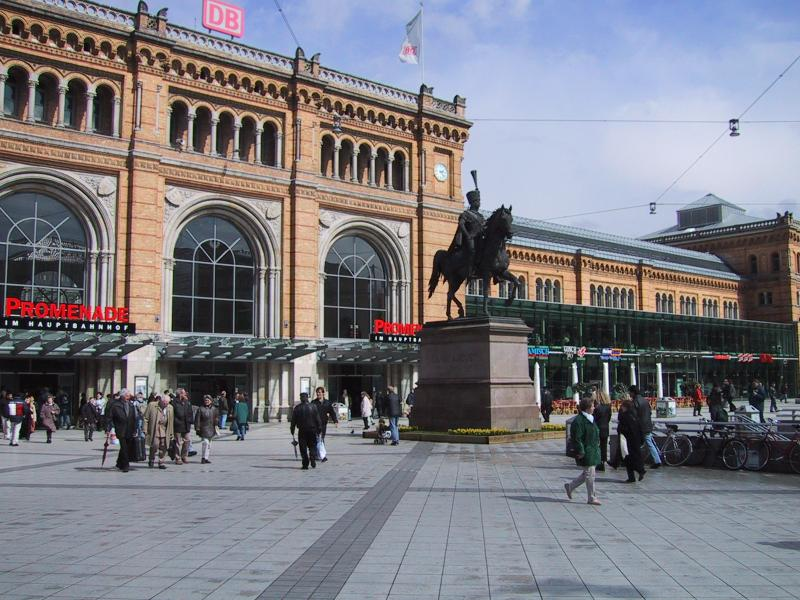
Hannover Hauptbahnhof (mit Ernst-August-Platz)
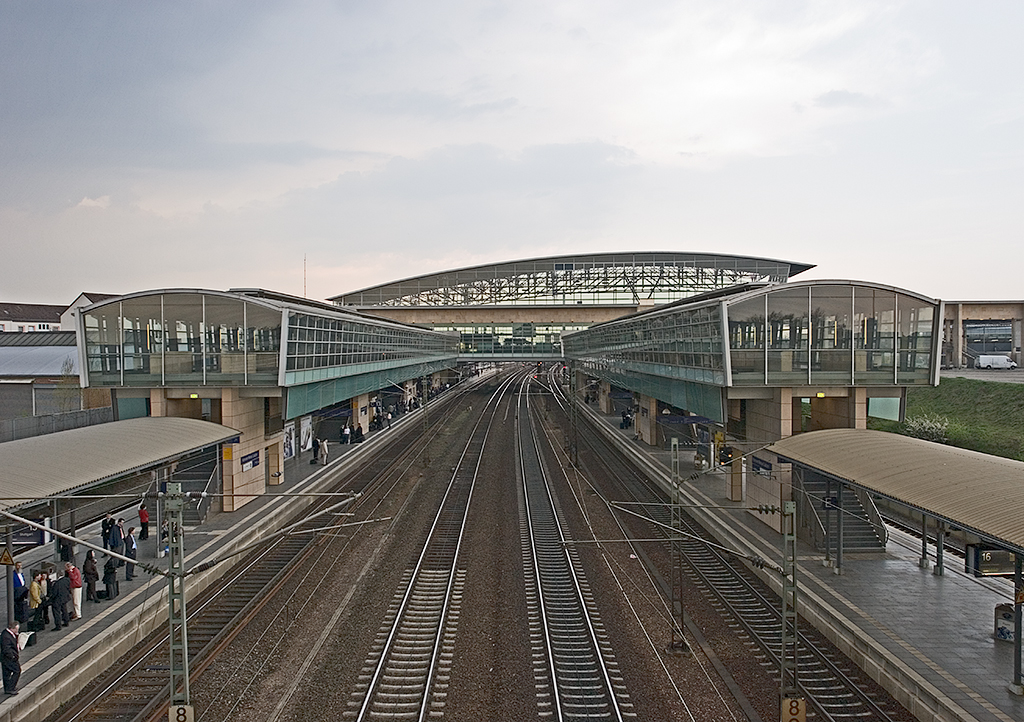
Beursstation Laatzen
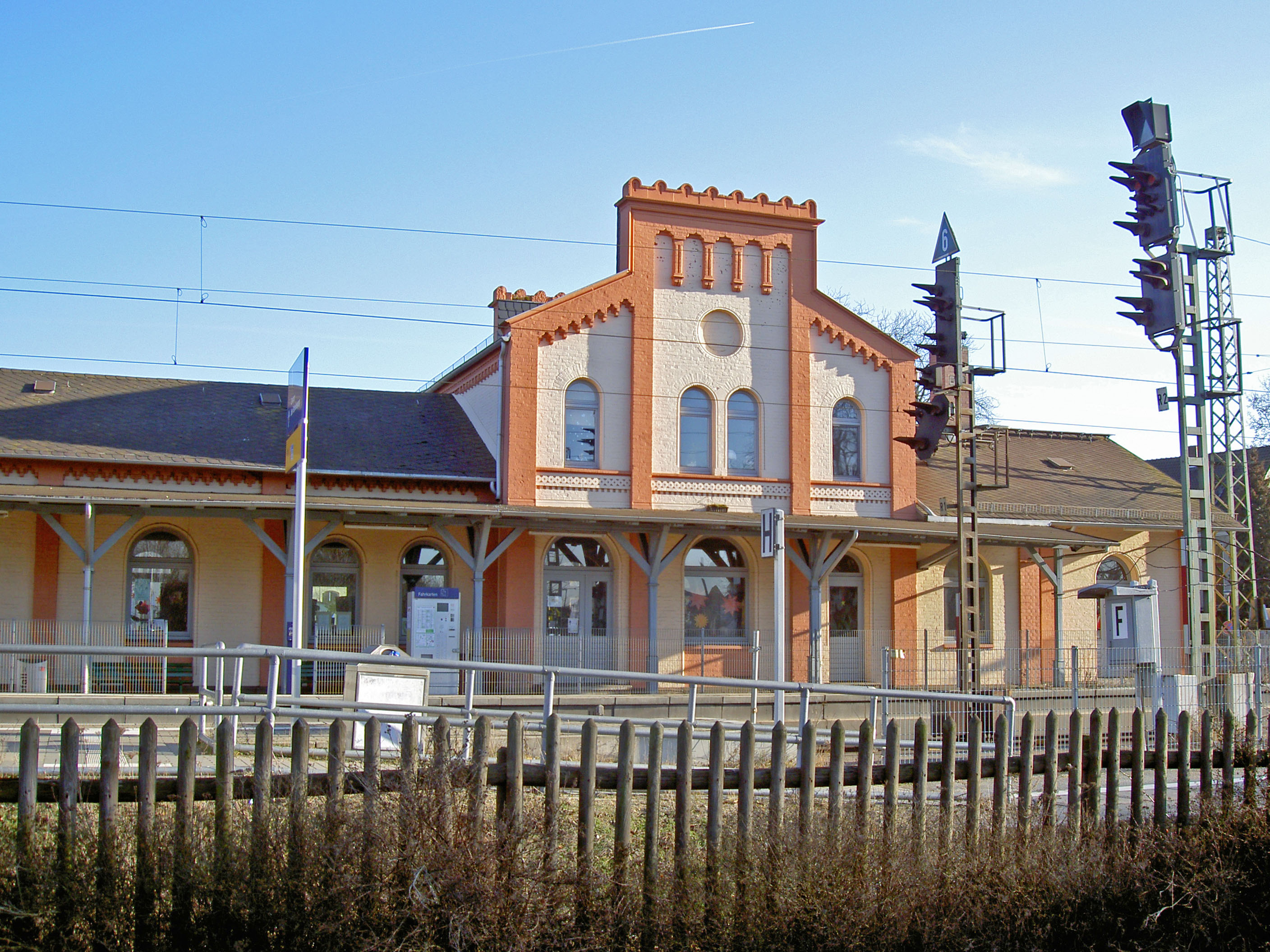
Station Sarstedt
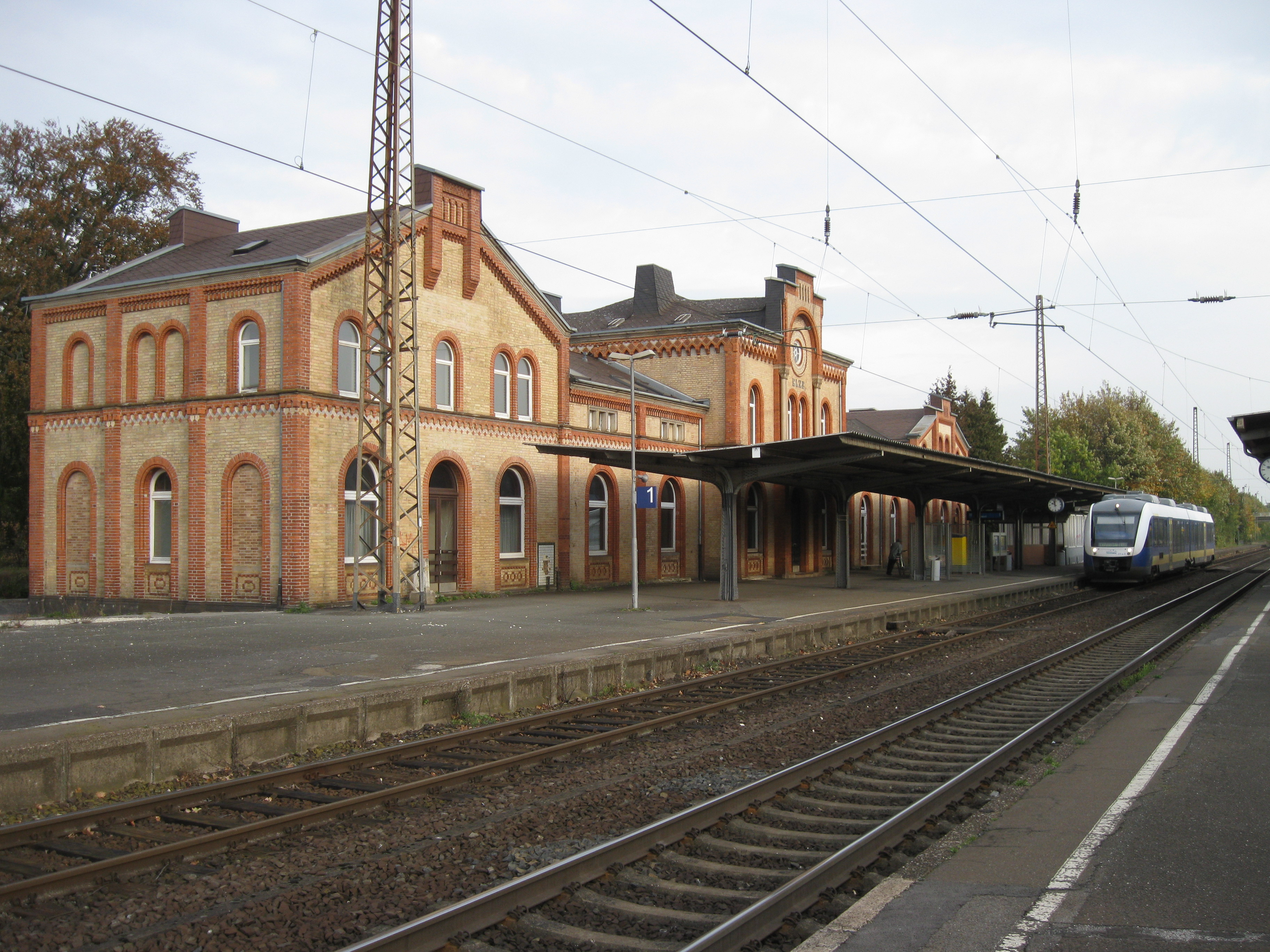
Station Elze (Han)
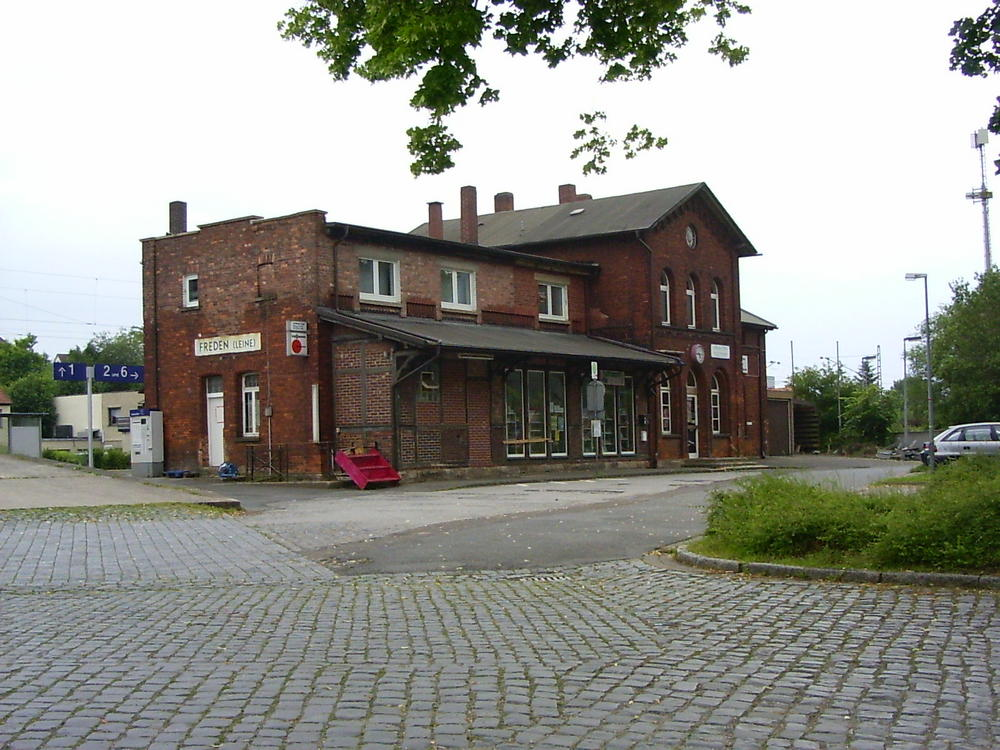
Station Freden (Leine)
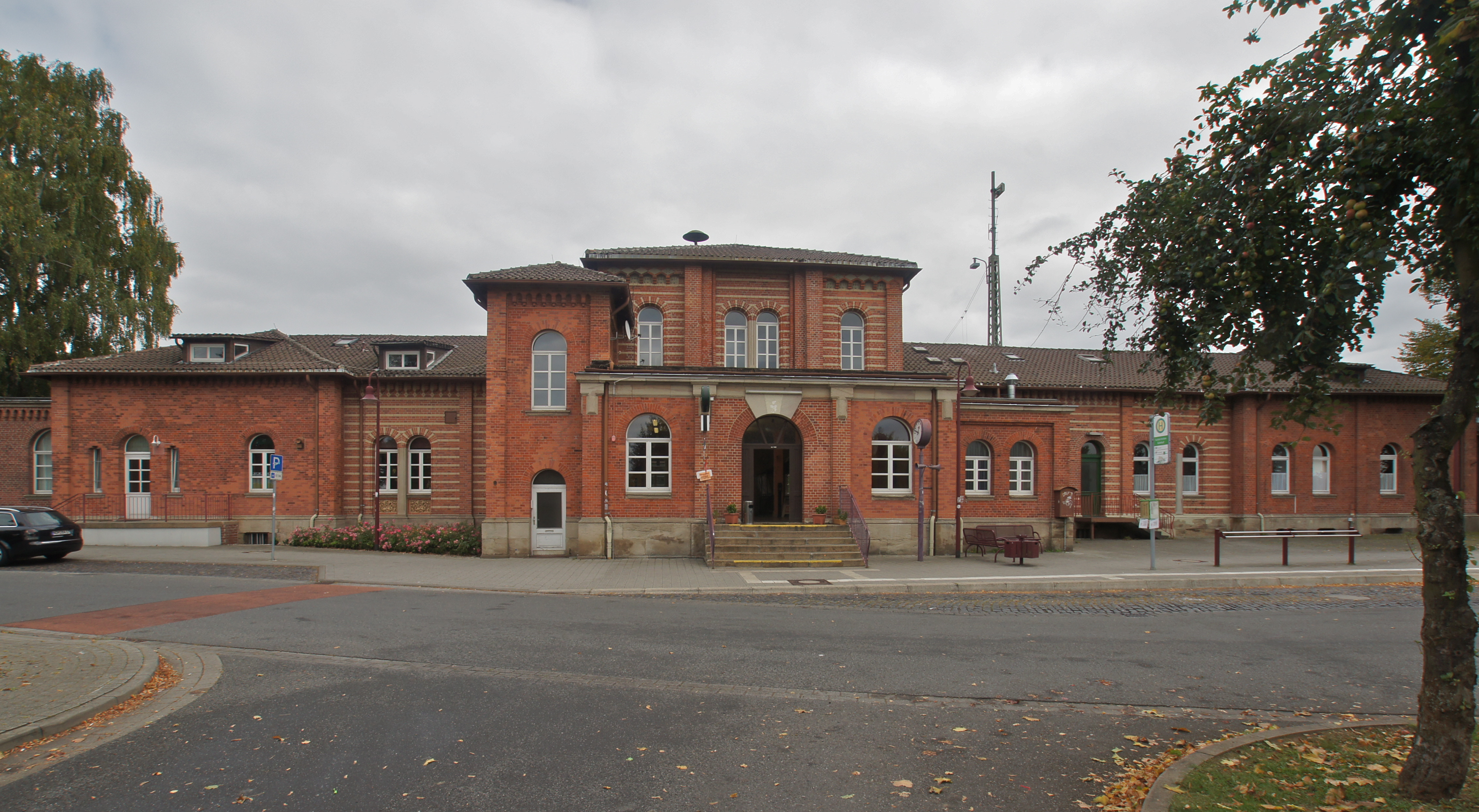
Station Einbeck-Salzderhelden
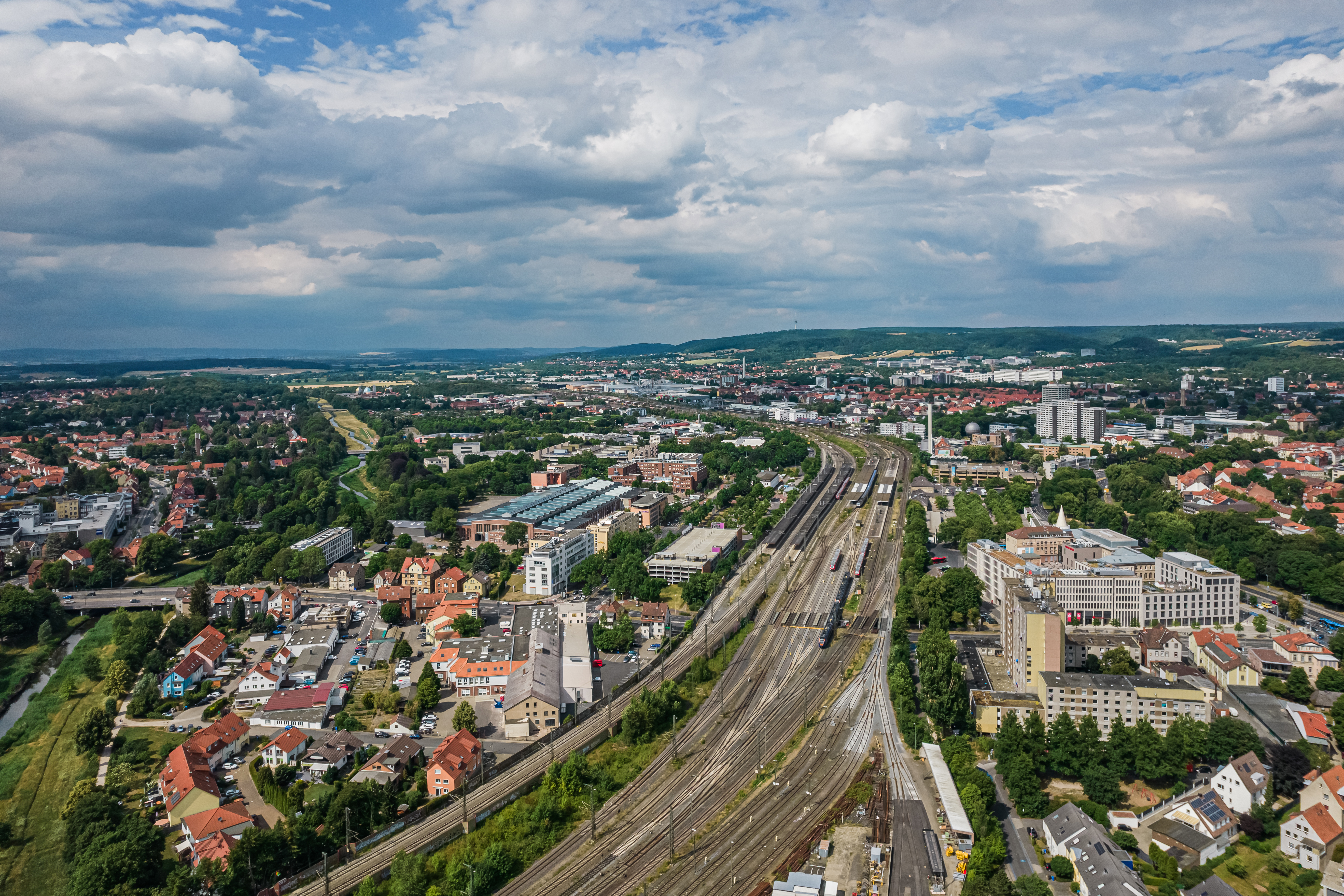
Station Göttingen
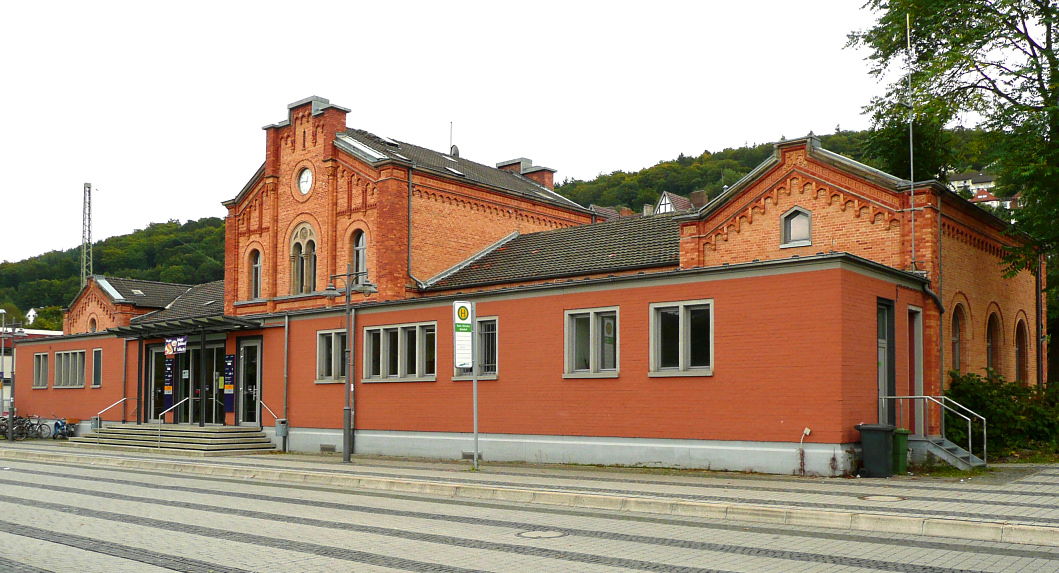
Station Hann. Münden
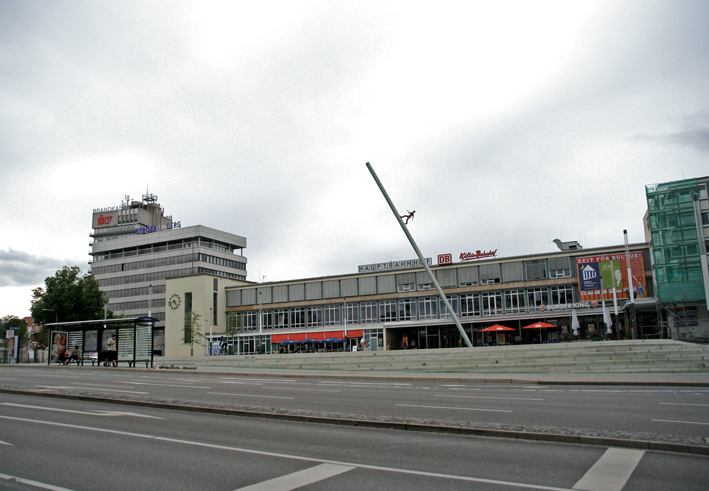
Kassel Hauptbahnhof

## Elektrische tractie
Het traject werd geëlektrificeerd met een wisselspanning van 15.000 volt 16⅔ Hz.